# Cornelius von Lubowiecki
Cornelius von Lubowiecki (* 1876; Todesdatum nicht überliefert) war ein österreichischer Leichtathlet und Schwimmer, der mit dem Wiener AC verbunden war.
1900 wurde er mit einer Weite von 34,20 m Österreichischer Meister im Diskuswurf. Für die Olympischen Spiele 1900 in Paris war er nominiert, verpasste jedoch aufgrund eines Irrtums den Qualifikationswettkampf für den Hauptbewerb.